# Équipe d'Angola de football
Cet article traite de l'équipe masculine. Pour l'équipe féminine, voir Équipe d'Angola féminine de football.
Maillots
Actualités
L'équipe d'Angola de football est constituée par une sélection des meilleurs joueurs angolais sous l'égide de la Fédération d'Angola de football.
Les joueurs sont surnommés As Palancas Negras (les hippotragues noirs).

## Histoire

### Les débuts de l'Angola
L’Angola est un État indépendant depuis le 11 novembre 1975, indépendant vis-à-vis du Portugal, l'ancienne puissance colonisatrice. L'équipe d'Angola de football est constituée par une sélection des meilleurs joueurs angolais sous l'égide de la Fédération d'Angola de football. Les joueurs sont surnommés las Palancas Negras (les gazelles noires). Le premier match officiel de l'équipe d'Angola de football (Selecção Angolana de Futebol) a une grande symbolique : ce fut à domicile, le 1er juin 1977, contre Cuba et cela se solda par une victoire sur le score de 1-0. C'est à savoir que l'adversaire n'a pas été choisi au hasard car Cuba a aidé l'Angola lors de l'indépendance, contre l'invasion des troupes sud-africaines, dans un contexte de Guerre froide. La Fédération d'Angola de football (Federaçao Angolana de Futebol) est fondée en 1979. Elle est affiliée à la FIFA depuis 1980 et est membre de la CAF depuis 1980 également. Le pays n'est pas inscrit dans les phases éliminatoires pour la Coupe du monde de football (de 1930 à 1990), ni même pour la CAN (de 1957 à 1982). La plus large défaite fut enregistrée à l’extérieur, contre l'ancienne puissance colonisatrice, le Portugal, le 23 mars 1989, et cela se conclut par une défaite sur le score de 6-0.

### De 1990 à 2005
De 1982 à 1996, le pays ne s'était toujours pas qualifié pour la CAN. Pour leur première participation à la CAN 1996, l'équipe d'Angola ne prit qu'un point contre le Cameroun (3-3). De 1990 à 2002, l'Angola n'a pas réussi à se qualifier pour la Coupe du monde, mais même s'il ne s'est pas qualifié pour la Coupe du monde 1998, l'Angola n'a enregistré aucune défaite. À la CAN 1998, il prit que deux points contre la Namibie et contre l'Afrique du Sud. L'Angola a été triple champion de la coupe de COFASA (en 1999 contre la Namibie, en 2001 contre le Zimbabwe et en 2004 contre la Zambie). Le 23 avril 2000, à Luanda, l'Angola remporte sa plus large victoire de son histoire contre le Swaziland, sur le score de 7 buts à 1, dans le cadre des éliminatoires de la Coupe du monde 2002. De 2000 à 2004, il ne se qualifia pas pour la CAN.

### Depuis 2005

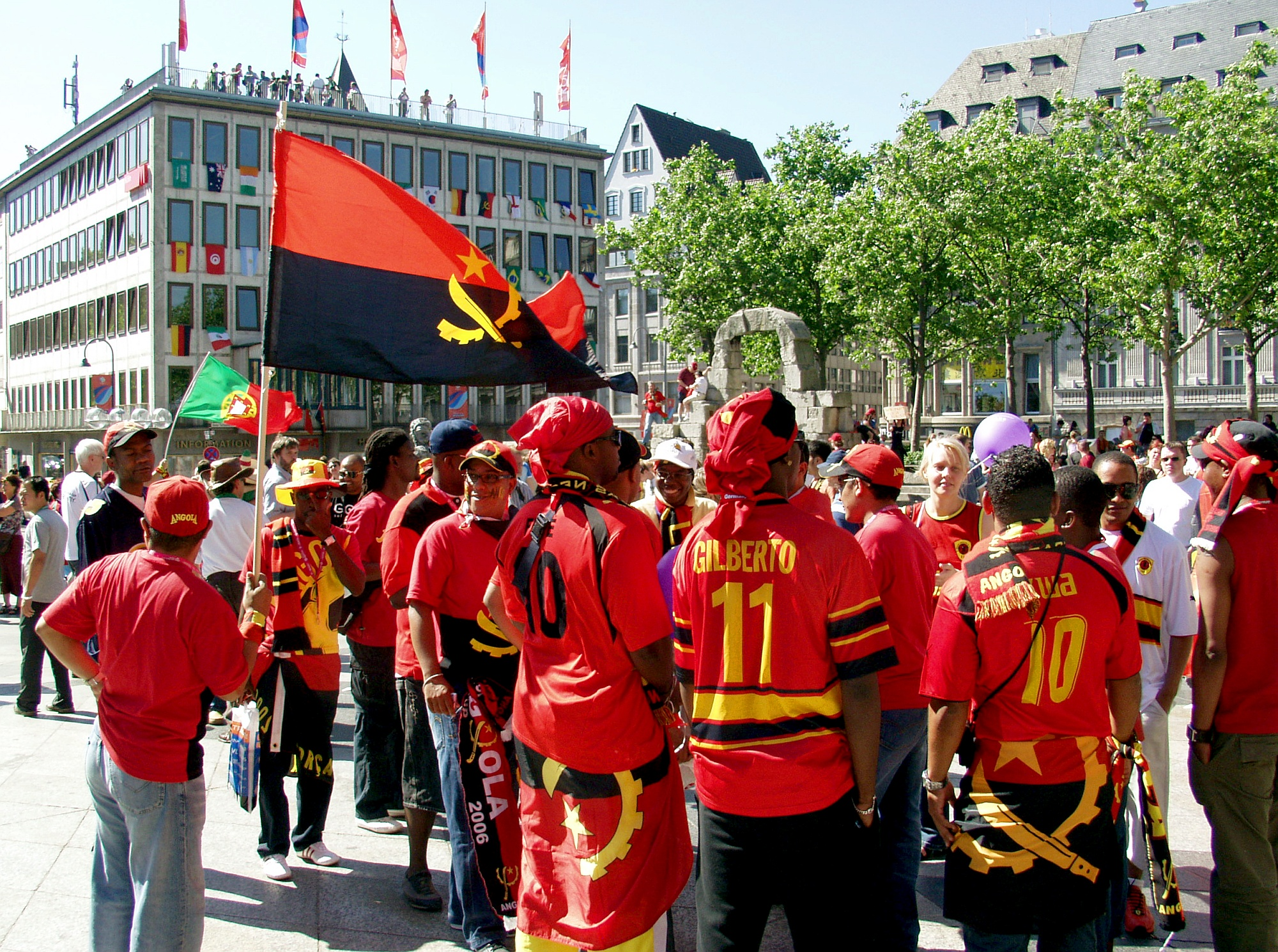
Des supporters de l'équipe d'Angola lors de la Coupe du monde 2006.

Au premier tour, l'équipe d'Angola affronte le Tchad et gagne grâce à la règle du but à l'extérieur (1-3 ; 2-0). Au second tour, il tombe dans le groupe composé du Nigeria, le Zimbabwe, de l'Algérie, du Gabon et du Rwanda. L'Angola a remporté tous ses matchs à domicile, a fait 3 matchs nuls, et s'est incliné une seule fois contre le Zimbabwe (0-2). En terminant à la première place de son groupe grâce aux résultats de ses rencontres particulières avec le Nigeria (1-0 et 1-1), l'Angola se qualifie le 8 octobre 2005, en gagnant son dernier match éliminatoire contre le Rwanda (1-0, but du capitaine Fabrice Akwa). Le Nigeria, grand favori du groupe, termine avec le même nombre de points mais est éliminé. À la CAN 2006, l'Angola échoua à un but près pour accéder aux quarts avec une victoire contre le Togo (3-2, doublé de Flávio Amado et but de Norberto Mauro Mulenessa), 0-0 contre la RD Congo et une défaite 1-3 (but de Flávio Amado) contre le Cameroun. À la Coupe du monde 2006, auteurs de deux matchs nuls face au Mexique (0-0) puis à l'Iran (1-1) et défaits de justesse par le Portugal (0-1), les Angolais quittèrent la compétition la tête haute. Flávio Amado est le seul buteur pour l'Angola en Coupe du monde. À la COSAFA Cup 2006, Fabrice Akwa fut meilleur buteur de la compétition avec 3 buts bien que le pays ait échoué en finale. À la CAN 2008, l'Angola tombe dans le groupe de la Tunisie, du Sénégal et de l'Afrique du Sud. Après un match nul contre l'Afrique du Sud (1-1, but de Manucho Gonçalves), il bat le Sénégal (3-1, doublé de Manucho Gonçalves et de Flávio Amado) puis fait 2-2 contre la Tunisie. Il termine deuxième et affronte l'Égypte. Il perd 2-1 malgré le superbe but de Manucho Gonçalves. Le meilleur buteur angolais est avec 4 buts Manucho Gonçalves.
Ils sont éliminés du premier tour de la CAN 2013 par l'équipe du Cap-Vert.

## Résultats

### Parcours enCoupe du monde
| Année | Position     |      | Année         | Position |                        | Année | Position |
| 1930  | Non inscrite | 1974 | Non inscrite  | 2010     | Non qualifiée          |       |          |
| 1934  | Non inscrite | 1978 | Non inscrite  | 2014     | Non qualifiée          |       |          |
| 1938  | Non inscrite | 1982 | Non inscrite  | 2018     | Non qualifiée          |       |          |
| 1950  | Non inscrite | 1986 | Non qualifiée | 2022     | Non qualifiée          |       |          |
| 1954  | Non inscrite | 1990 | Non qualifiée | 2026     | Éliminatoires en cours |       |          |
| 1958  | Non inscrite | 1994 | Non qualifiée | 2030     | À venir                |       |          |
| 1962  | Non inscrite | 1998 | Non qualifiée | 2034     | À venir                |       |          |
| 1966  | Non inscrite | 2002 | Non qualifiée |          |                        |       |          |
| 1970  | Non inscrite | 2006 | 1er tour      |          |                        |       |          |

### Parcours enCoupe d'Afrique
| Année | Position     |      | Année             | Position |                   | Année | Position |
| 1957  | Non inscrite | 1982 | Tour préliminaire | 2006     | 1er tour          |       |          |
| 1959  | Non inscrite | 1984 | Tour préliminaire | 2008     | Quart de finale   |       |          |
| 1962  | Non inscrite | 1986 | Non inscrite      | 2010     | Quart de finale   |       |          |
| 1963  | Non inscrite | 1988 | Tour préliminaire | 2012     | 1er tour          |       |          |
| 1965  | Non inscrite | 1990 | Tour préliminaire | 2013     | 1er tour          |       |          |
| 1968  | Non inscrite | 1992 | Tour préliminaire | 2015     | Tour préliminaire |       |          |
| 1970  | Non inscrite | 1994 | Non inscrite      | 2017     | Tour préliminaire |       |          |
| 1972  | Non inscrite | 1996 | 1er tour          | 2019     | 1er tour          |       |          |
| 1974  | Non inscrite | 1998 | 1er tour          | 2021     | Tour préliminaire |       |          |
| 1976  | Non inscrite | 2000 | Tour préliminaire | 2023     | Quart de finale   |       |          |
| 1978  | Non inscrite | 2002 | Tour préliminaire | 2025     | À venir           |       |          |
| 1980  | Non inscrite | 2004 | Tour préliminaire | 2027     | À venir           |       |          |

### Autres compétitions
- Vainqueur de la Coupe COSAFA en 1999, 2001, 2004, 2024 et 2025
- Finaliste de la Coupe COSAFA en 2006

## Personnalités

### Joueurs
| Rang | Joueur              | Carrière  | Sélections |
| ---- | ------------------- | --------- | ---------- |
| 1    | Flávio Amado        | 2000-2012 | 91         |
| 2    | Gilberto            | 1999-2015 | 89         |
| 3    | Love                | 2001-2016 | 79         |
| 4    | Akwà                | 1995-2006 | 78         |
| 5    | Yamba Asha          | 2000-2009 | 77         |
| 6    | Kali                | 2003-2011 | 73         |
| 7    | André Macanga       | 1999-2012 | 70         |
| 7    | Mateus              | 2006-2021 | 70         |
| 9    | Ricardo Job Estevão | 2007-2018 | 64         |
| 10   | António João Neto   | 1992-2001 | 59         |

| Rang | Joueur       | Carrière  | Buts |
| ---- | ------------ | --------- | ---- |
| 1    | Akwà         | 1995-2006 | 39   |
| 2    | Flávio Amado | 2000-2012 | 34   |
| 3    | Manucho      | 2006-2017 | 22   |
| 4    | Gelson Dala  | 2015-     | 20   |
| 5    | Paulão       | 1993-2001 | 19   |
| 6    | Jesús        | 1979-1990 | 18   |
| 7    | Mateus       | 2006-2021 | 14   |
| 8    | Love         | 2001-2016 | 11   |
| 9    | Gilberto     | 1999-2015 | 10   |
| 9    | Mabululu     | 2013-     | 10   |

### Sélectionneurs
- 1965-1966 :  József Szabó
- ?-? :  Zlatko Škorić
- ?-1988 :  Ruben Garcia
- 1988-1989 :  Carlos Queirós
- 1989-1989 :  Ruben Garcia
- jan.1989-sep.1989 :  Jesualdo Ferreira
- ?-1993 :  Dušan Kondić
- 1993-1994 : Branco Arlindo
- 1994-1996 :  Carlos Alhinho
- 1996-1998 : Manuel Gomes
- 1998 : Carlos de Abreu
- 1998 :  Veselin Jelušić
- 1999 :  Djalma Cavalcante
- mar.2000-juil.2000 :  Carlos Alhinho
- sep.2000-jan.2002 :  Mário Calado
- mai 2002-oct.2003 :  Ismael Kurtz
- nov.2003-oct.2008 :  Luís Oliveira Gonçalves
- nov.2008-avr.2009 :  Mabi de Almeida
- mai 2009-fév.2010 :  Manuel José
- avr.2010-oct.2010 :  Hervé Renard
- oct.2010-jan.2011 :  Zeca Amaral
- jan.2011-avr.2012 :  Lito Vidigal
- juil.2012-oct.2013 :  Gustavo Ferrín
- fév.2014-déc. 2015 :  Roméu Catato Filémon
- mar.2017-déc. 2017 :  Beto Bianchi
- déc.2017-aoû 2019  :  Srdjan Vasiljevic
- Depuis août 2019 :  Pedro Gonçalves

## Statistiques

### Classement FIFA
| Année              | 1993 | 1994 | 1995 | 1996 | 1997 | 1998 | 1999 | 2000 | 2001 | 2002 | 2003 | 2004 | 2005 | 2006 | 2007 | 2008 | 2009 | 2010 | 2011 | 2012 | 2013 | 2014 | 2015 | 2016 | 2017 | 2018 | 2019 | 2020 |
| ------------------ | ---- | ---- | ---- | ---- | ---- | ---- | ---- | ---- | ---- | ---- | ---- | ---- | ---- | ---- | ---- | ---- | ---- | ---- | ---- | ---- | ---- | ---- | ---- | ---- | ---- | ---- | ---- | ---- |
| Classement mondial | 102  | 106  | 80   | 70   | 58   | 50   | 52   | 55   | 55   | 76   | 83   | 72   | 61   | 55   | 73   | 70   | 95   | 88   | 83   | 84   | 88   | 80   | 105  | 143  | 141  | 125  | 124  | 125  |

## Équipementier
- Olympic : 1994-1998
- Adidas : 1998-2002
- Olympic : 2002-2006
- Puma : 2006-2011

- Adidas : 2011-2017
- Puma : 2017-2019
- Lacatoni : 2019-2024